# Stenophylax maroccanus
Stenophylax maroccanus là một loài Trichoptera trong họ Limnephilidae. Chúng phân bố ở miền Cổ bắc.